# Peskadorské ostrovy
Peskadorské ostrovy, Peskadory či Pescadory (znaky: 澎湖群島 nebo 澎湖列島, pchin-jin: Penghu qundao či Penghu liedao, český přepis: Pcheng-chu čchün-tao či Pcheng-chu lie-tao) je malé souostroví v Tchajwanském průlivu, asi 50 km západně od ostrova Tchaj-wan. Sestává ze 64 ostrovů (menší skaliska nepočítaje) o celkové rozloze 127 km². Nejvyšší bod dosahuje 79 m nad mořem. Ve správním systému Tchaj-wanu tvoří ostrovy samostatný okres Pcheng-chu. Obydlených je asi 20 ostrovů, které dohromady čítají 105 207 obyvatel (2019). Nejlidnatějším sídlem a správním střediskem je Ma-kung (馬公) na hlavním ostrově Pcheng-chu. Tři nejlidnatější ostrovy - Pcheng-chu, Paj-ša a Si-jü – jsou navzájem propojeny několika mosty, z nichž ten spojující Paj-ša a Si-jü je nejdelší na Tchaj-wanu.[zdroj?]
Mají společnou historii jak s Čínou, tak i s Tchaj-wanem. Od 12. století sem přicházeli chanští osadníci z Číny. V letech 1622–1624 byly nakrátko obsazeny Holanďany, později byly vojenskou baštou protimandžuského odporu vedeným Čeng Čcheng-kungem a od konce 17. století náležely k říši Čching. V období 1895–1945 byly stejně jako celý Tchaj-wan japonskou kolonií, poté spadly pod správu Čínské republiky. Dnes jsou součástí Tchaj-wanu.
Většina obyvatel se živí lovem a zpracováním ryb (ostatně i evropské pojmenování pocházející z portugalštiny značí prostě „Rybářské ostrovy“), v posledních letech se Pescadory, ležící stranou od civilizačního ruchu, stávají oblíbeným rekreačním cílem Tchajwanců.